# Lina Tsaldari
Lina Tsaldari, född 1887, död 1981, var en grekisk politiker. Hon satt i parlamentet 1956–1958, och var socialminister 1956–1958. Hon var den första kvinnliga ministern i Grekland. 